# Fosfato di magnesio

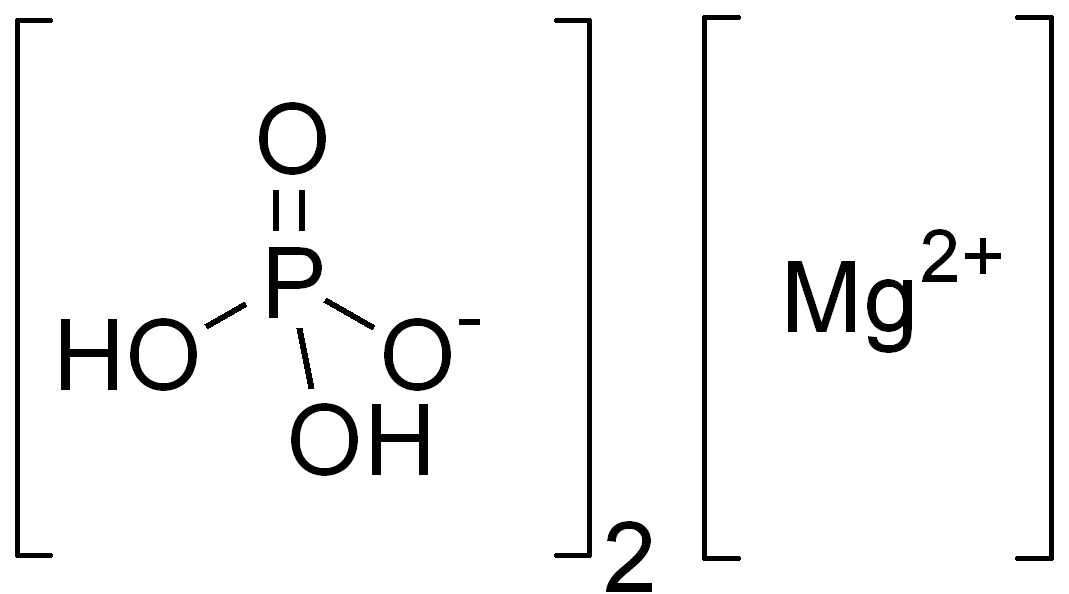
Fosfato biacido di magnesio

Con fosfato di magnesio si indicano generalmente i sali che si formano tra il magnesio e l'acido fosforico che sono:
- Fosfato biacido di magnesio Mg(H2PO4)2
- Fosfato monoacido di magnesio MgHPO4
- Fosfato di magnesio Mg3(PO4)2